# مونتي سالموني
مونتي سالموني (بالإنجليزية: Monte Salmone)‏ هو أحد جبال سلسلة جبال الألب ليبونتيني ويقع في كانتون تيسينو في سويسرا. يحتل المرتبة رقم 415 في قائمة جبال سويسرا من حيث الارتفاع، إذ يبلغ ارتفاعه حوالي 1560 متر، بينما يبلغ ارتفاع نتوء الجبل 484 متر.